# جيمس بيكر
جيمس أديسون بيكر الثالث (بالإنجليزية: James Addison Baker III)‏(28 أبريل 1930)  هو محامي وسياسي أمريكي. شغل منصب رئيس موظفي البيت الأبيض ووزير الخزانة في عهد الرئيس رونالد ريجان وكان وزير الخارجية ورئيس أركان البيت الابيض مجددا في إدارة الرئيس جورج بوش الأب.
ولد بيكر في مدينة هيوستن، ودخل مدرسة هيل وجامعة برينستون قبل أن يخدم في مشاة البحرية الأمريكية. وبدأ مسيرته القانونية بعد تخرجه من كلية الحقوق بجامعة تكساس. أصبح صديقا مقربا لجورج بوش والأب وعمل في حملة بوش غير الناجحة لدخول مجلس الشيوخ في عام 1970. وبعد هذه الحملة، عمل في مناصب مختلفة في إدارة الرئيس ريتشارد نيكسون. ثم شغل منصب وكيل وزارة التجارة في عهد جيرالد فورد، وعمل في حملة فورد الرئاسية عام 1976، وسعى دون نجاح لنيل منصب النائب العام لولاية تكساس.
عمل بيكر في حملة بوش غير الناجحة لنيل ترشيح الحزب الجمهوري للرئاسة عام 1980، لكنه ترك انطباعا إيجابيا لدى المرشح الجمهوري رونالد ريغان. وقام ريغان بتعيينه رئيسا لموظفي البيت الأبيض، وظل بيكر في هذا المنصب حتى عام 1985، عندما أصبح وزير الخزانة. وقام بيكر في منصبه الجديد بوضع اتفاق بلازا وخطة بيكر للديون. وقد استقال من منصب وزير الخزانة ليدير حملة بوش الناجحة للرئاسة عام 1988. عينه بوش عقب الانتخابات لمنصب وزير الخارجية. ساعد بيكر في منصبه على الإشراف على السياسة الخارجية الأمريكية خلال نهاية الحرب الباردة وتفكك الاتحاد السوفياتي، وكذلك خلال حرب الخليج الثانية. شغل بيكر بعد الحرب منصب رئيس موظفي البيت الابيض في الفترة من 1992 إلى 1993.
ظل بيكر نشطا في مجال الأعمال والشؤون العامة بعد هزيمة بوش في انتخابات الرئاسة عام 1992. وعمل مبعوثا للأمم المتحدة في الصحراء الغربية ومستشارا لشركة إنرون. كما أدار الفريق القانوني للرئيس جورج دبليو بوش في ولاية فلوريدا خلال عملية إعادة فرز الأصوات في الولاية عقب الانتخابات عام 2000. شغل منصب الرئيس المشارك لمجموعة دراسة العراق، التي شكلها الكونغرس لدراسة العراق وغزو العراق. وهو يعمل الآن في مشروع العدالة العالمية ومجلس قيادة المناخ. بيكر هو سميّ معهد جيمس أ. بيكر الثالث للسياسة العامة في جامعة رايس.

## النشأة والتعليم
ولد جيمس بيكر في هيوستن، تكساس، إلى جيمس أ. بيكر الأبن (1892-1973) واثيل بونر بيكر (6 أغسطس 1894 - 26 أبريل، 1991). وكان والده شريكا للقانون في هيوستن بشركة بيكر بوتس. بيكر لديه شقيقة، بونر بيكر موفيت.
بيكر حضر في مدرسة هيل وهي مدرسة داخلية في بوتستاون، ولاية بنسلفانيا.تخرج من جامعة برنستون عام 1952. بعد ذلك، حصل على الدكتوراة سنة 1957 من جامعة تكساس في أوستن، وبدأ في ممارسة القانون في ولاية تكساس.
خدم بيكر في سلاح مشاة البحرية الأمريكية (1952-1954)، وصل لرتبة ملازم أول، وارتفع في وقت لاحق إلى رتبة الكابتن في سلاح المشاة البحرية الأمريكي الاحتياطي.
من 1957 إلى 1969، ثم 1973 حتي 1975 مارس مهنة القانون في مكتب محاماة في أندروز كورث.

## حياته السياسية في وقت مبكر
كانت زوجة بيكر الأولى ماري ستيوارت ماكهنري، الناشطة في الحزب الجمهوري، والعاملة على تنظيم حملات الكونغرس إلى جورج بوش الأب. في الأصل كان بيكر من الحزب الديمقراطي، على الرغم من أنه كان مشغولا جدا في محاولة لتحقيق النجاح في مكتب محاماة التنافسية للقلق حول السياسة، فكان يعتبر نفسه غير سياسية. أدى تأثير زوجة بيكر للسياسة والحزب الجمهوري. وكان شريكا منتظم للتنس مع بوش في نادي هيوستن في أواخر 1950. أيد بوش عندما قرر ترشيح نفسه لمجلس الشيوخ الأميركي في عام 1969، قرر بيكر ترشيح نفسه لمقعد في الكونغرس. ومع ذلك، بيكر غير رأيه حول التشغيل عندما تم تشخيص حالة زوجته مع مرض السرطان وتوفيت من سرطان الثدي في فبراير 1970.
وثم شجع بوش بيكر ليصبح نشط في السياسة للمساعدته في التعامل مع الحزن، شيء فعله بوش عندما فقد ابنته بولين روبنسون (1949-1953)التي ماتت بسرطان الدم. وأصبح بيكر رئيس مجلس الشيوخ بحملة بوش في مقاطعة هاريس. رغم أن بوش خسر امام لويد بينتسن في الانتخابات، واصل بيكر في السياسة، ليصبح رئيس الشؤون المالية في الحزب الجمهوري في عام 1971. في العام التالي، تم اختياره رئيساً لساحل الخليج الإقليمي لحملة ريتشارد نيكسون الرئاسية. في عامي 1973 و1974، وعاد بيكر إلى ممارسة الوقت الكامل للقانون في أندروز وكورث.
في عام 1982، انضم نشطاء المحافظين هوارد فيليبس، مؤسس تجمع المحافظين وكليمر رايت من هيوستن في محاولة فاشلة لإقناع ريغان إلى رفض بيكر كرئيس للأركان.زعموا أن بيكر، الديمقراطي سابقا وأحد السياسيين الحميميين لبوش، كان يقوض مبادرات المحافظين في الإدارة.ورفض ريغان طلب رايت وفيليبس، ولكن في عام 1985، سُميَ بيكر وزيراً للخزانة الأمريكية، في عملية تبادل عمل مع الأمين دونالد توماس ريغان، وهو ضابط سابق في ميريل لينش الذي أصبح رئيس هيئة الأركان. ريغان قام بتوبيخ رايت وفيليبس لأنهما يشنان «حملة تخريب» ضد بيكر.
بيكر أنجح ريغان عام 1984 لاعادة انتخابه في حملته الانتخابية الذي شملهم الاستطلاع سجل مجموع 525 صوتا انتخابيا (من 538 ممكنة)، وحصل على 58.8 في المئة من الأصوات الشعبية وإلى والتر مونديل 40.6 في المئة.
في حين كان بمنصب أمين الخزانة، بيكر نظم اتفاق بلازا من سبتمبر عام 1985 وخطة بيكر لاستهداف الديون الدولية. وعين ريتشارد درمان من ولاية ماساتشوستس أمينا له نائباً لوزير الخزانة.درمان سوف يستمر في الإدارة القادمة مديرا لمكتب الإدارة والموازنة.
خلال إدارة الرئيس ريغان، بيكر خدم أيضا في مجلس السياسة الاقتصادية، حيث لعب دورا أساسيا في تحقيق مرور ضريبة الإدارة والميزانية حزمة الإصلاحات في عام 1981. بيكر خدم أيضا في مجلس الأمن القومي بإدارة ريغان، وبقي وزير الخزانة حتى عام 1988، وهي الفترة التي شغل أيضا منصب رئيس مجلس إدارة الحملة من أجل محاولة جورج بوش الأب في الانتخابات الرئاسية الناجحة.

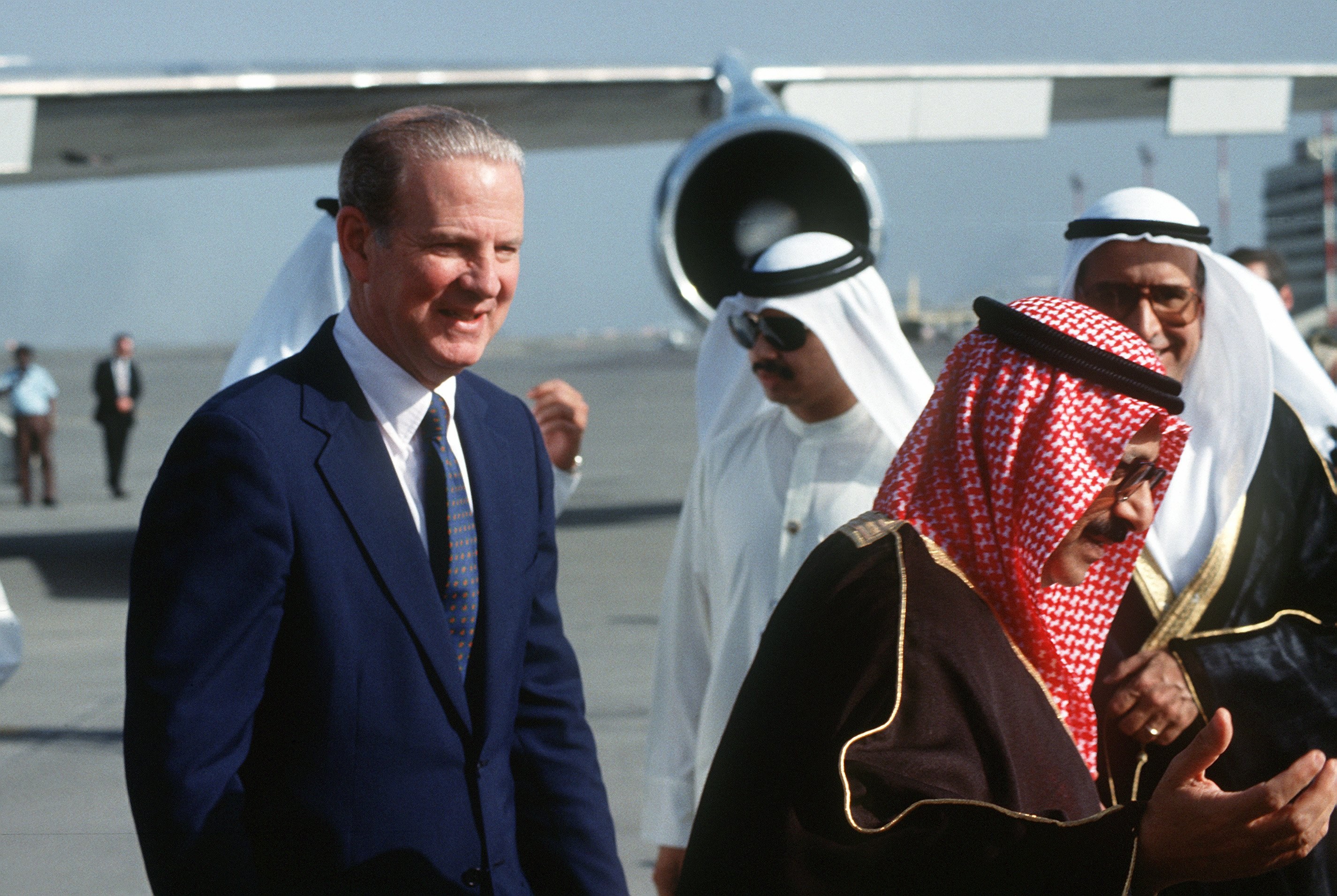
بيكر يصل إلى الكويت,1991

## إدارة بوش
الرئيس جورج بوش قد عين بيكر وزيراً للخارجية في عام 1989. بيكر خدم في هذا الدور من خلال عام 1992. من 1992 إلى 1993، خدم بمنصب رئيس موظفي البيت الأبيض في إدارة بوش، نفس الموقف الذي كان قد عُقد 1981-1985 خلال إدارة ريغان الأولى.
في 9 يناير 1991، خلال مؤتمر جنيف للسلام مع طارق عزيز في جنيف، أعلن بيكر أنه «إذا كان هناك أي مستخدم من (أسلحة كيماوية أو بيولوجية)، أهدافنا لن تكون فقط تحرير الكويت، ولكن القضاء على النظام العراقي الحالي...». بيكر اعترف في وقت لاحق ان القصد من هذا البيان كان تهديد بضربة نووية انتقامية على العراق،  وان يحصل العراقيين على رسالته. بيكر ساعد على بناء تحالف الـ 34 دولة التي قاتلت إلى جانب الولايات المتحدة في حرب الخليج.
حصل على الوسام الرئاسي للحرية عام 1991.
بيكر منع إنشاء دولة فلسطين من خلال التهديد بقطع التمويل للوكالات في الأمم المتحدة: يرجع تاريخها إلى عام 1988، أصدرت منظمة التحرير الفلسطينية «اعلان اقامة دولة فلسطينية»، وتغيير اسم الوفد المراقب لمنظمة الأمم المتحدة من منظمة التحرير الفلسطينية إلى فلسطين.
وزير الخارجية جيمس بيكر حذر علنا، وقال «سوف يوصي الرئيس بأن الولايات المتحدة لا تقدم المزيد من المساهمات الطوعية أو المقررة، إلى أي منظمة دولية الأمر الذي يجعل أي تغييرات في وضع منظمة التحرير الفلسطينية باعتبارها منظمة مراقب».

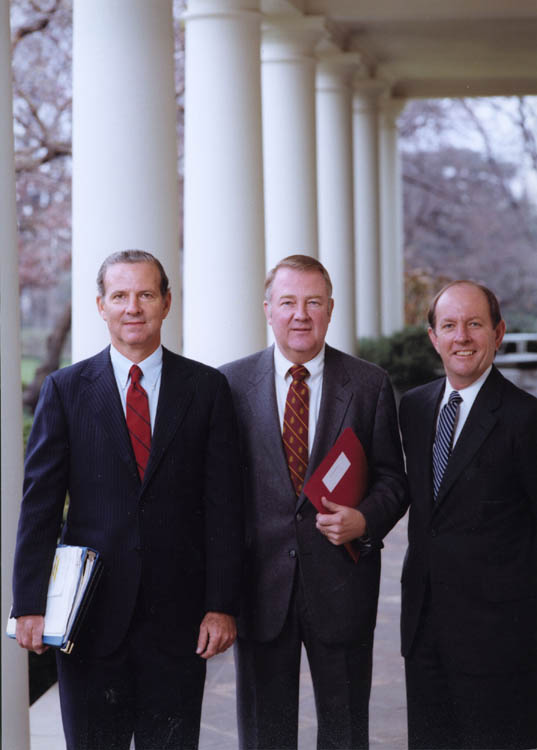
(من اليسار إلى اليمين) رئيس الاركان جيمس بيكر، ومستشار الرئيس إد ميس، ونائب رئيس هيئة الأركان مايكل ديفر في البيت الأبيض، 2 ديسمبر، 1981

## بعد مهنة مجلس الوزراء

### 1993–2000
في عام 1993 أصبح بيكر الرئيس المؤسس لمعهد جيمس بيكر الثالث للسياسة العامة في جامعة رايس في هيوستن، تكساس.
في عام 1995، بيكر نشر مذكراته من خدمة وزارة الخارجية في كتاب بعنوان سياسة دبلوماسية: الحرب والثورة والسلام، 1989-1992 (ISBN 0-399-14087-5).
في مارس 1997، أصبح بيكر المبعوث الشخصي للأمين عام الأمم المتحدة للصحراء الغربية. وفي يونيو 2004 قدم استقالته من هذا المنصب، بالإحباط إزاء عدم إحراز تقدم في التوصل إلى تسوية كاملة مقبولة لدى كل من الحكومة المغربية وجبهة البوليساريو المؤيدة للاستقلال.غادر وراء خطة بيكر الثانية، قُبلت كأُساس مناسبة للمفاوضات من قبل جبهة البوليساريو، وأُيد بالاجماع من قبل مجلس الأمن، لكنه رفض من قبل المغرب.
بالإضافة إلى الجوائز العديدة التي وردت من قبل بيكر، حيث قدم له هذه الجائزة المرموقة وودرو ويلسون للخدمة العامة في 13 سبتمبر 2000 في واشنطن العاصمة.
في عام 2000، خدم بيكر كمستشار قانوني للرئيس جورج دبليو بوش خلال الحملة الانتخابية عام 2000، وأشرف على إعادة فرز الأصوات في فلوريدا.في فيلم (2008 Recount) ويعني (إعادة فرز الأصوات) يُغطي الأيام التي تلت الانتخابات المثيرة للجدل. أثناء صنع الفيلم وذلك في مقابلات بيكر. صُوِر بيكر في الفيلم من قبل الممثل البريطاني توم ويلكينسون.
في 11 سبتمبر 2001، شاهد بيكر التغطية التلفزيونية للهجمات على مركز التجارة العالمي والبنتاغون من فندق ريتز كارلتون في واشنطن العاصمة، حيث بيكر وممثلين عن عائلة أسامة بن لادن من بين الذين حضروا المؤتمر السنوي لمجموعة كارلايل.بيكر المستشار الأقدم لمجموعة كارليل، وبن لادن من بين المستثمرين الرئيسيين.
حالة من الإنكار، كتاب لصحفي التحقيقات الأمريكي بوب وودوارد، ويقول ان رئيس موظفي البيت الأبيض أندرو كارد، حث الرئيس بوش ليحل محل وزير الدفاع دونالد رامسفيلد مع بيكر في أعقاب انتخابات عام 2004. ومع ذلك، عينت إدارة بوش، روبرت غيتس بدلا من ذلك، وفقط بعد انتخابات عام 2006.اُنتخب زميلا في الأكاديمية الأميركية للفنون والعلوم في عام 2008.

#### العراق
في ديسمبر 2003، عين الرئيس الاميركي جورج بوش بيكر مبعوثا خاصا له لطرح مختلف الدول الدائنة الخارجية أن يعفي أو يعيد هيكلة 100 مليار دولار في الديون الدولية المستحقة على الحكومة العراقية التي كانت قد تكبدتها خلال فترة صدام حسين. وفي 15 مارس 2006، أعلن الكونغرس تشكيل مجموعة دراسة العراق وهي لجنة رفيعة المستوى تضم مسؤولين كبارا بارزين كلفها أعضاء في الكونغرس مع إلقاء نظرة جديدة على سياسة أميركا في العراق. كان بيكر الجمهوري الرئيس المشارك جنبا إلى جنب مع النائب الديمقراطي لي هاملتون، لتقديم المشورة الكونغرس بشأن العراق. كما أن بيكر نصح جورج بوش بشأن العراق.
بحثت لجنة دراسة العراق عددا من الأفكار، بما في ذلك واحد من شأنه خلق جديد لتقاسم السلطة في العراق من شأنه أن يمنح مزيدا من الحكم الذاتي لفصائل إقليمية. يوم 9 أكتوبر عام 2006، ذكرت صحيفة واشنطن بوست نقلا عن الرئيس المشارك بيكر: «لجنتنا تعتقد أن هناك بدائل بين الخيارين المعلنين، تلك التي هي هناك في النقاش السياسي، من البقاء على ذات المسار» و«تلوذ بالفرار».

#### مشروع عالم العدل
جيمس بيكر بمثابة الرئيس الفخري المشارك لمشروع العدالة العالمية. مشروع العدالة العالمية تعمل على قيادة العالم، جهد متعدد التخصصات لتعزيز سيادة القانون من أجل تنمية المجتمعات المحلية في الفرص والمساواة.

## الحياة الشخصية
التقى بيكر زوجته الأولى، ماري ستيوارت ماكهنري، من دايتون بولاية أوهايو، بينما كان في عطلة الربيع في برمودا مع فريق لعبة الركبي جامعة برينستون. تزوجا في العام 1953. توفيت ماري ستيوارت بيكر متأثرة بالإصابة بسرطان الثدي في فبراير 1970.
في عام 1973، بيكر وسوزان ونستون غاريت وهي صديقة مقربة لماري ستيوارت قد تزوجا.و لديهم ستة أبناء وبنتين.

## روابط خارجية
- جيمس بيكر على موقع IMDb (الإنجليزية)
- جيمس بيكر على موقع الموسوعة البريطانية (الإنجليزية)
- جيمس بيكر على موقع مونزينجر (الألمانية)
- جيمس بيكر على موقع إن إن دي بي (الإنجليزية)
- جيمس بيكر على موقع قاعدة بيانات الفيلم (الإنجليزية)